# 立教大学大学院現代心理学研究科・現代心理学部
立教大学現代心理学部（りっきょうだいがげんだいしんりがくぶ）は、立教大学が設置する心理学部、映像学部。立教大学大学院現代心理学研究科（りっきょうだいがくだいがくいんげんだいしんりがくけんきゅうか）は、心理学、臨床心理学、映像身体学を教育・研究する立教大学の大学院心理学研究科。

## 概要
立教大学現代心理学部は心理学科、映像身体学科の2学科からなり、所在地は埼玉県新座市の新座キャンパスである。2006年に立教大学大学院文学研究科・文学部心理学科より独立し、新設された学内では比較的新しい学部である。しかし、立教大学における心理学研究の歴史は長く、1894年（明治27年）には日本の心理学の基礎を築いた松本亦太郎（日本心理学会創設者・初代会長）が教授として講じた。1933年（昭和8年）には、米山梅吉が次男の母校であった立教大学に寄贈して、心理学実験室が建設されている。1949年に新制大学として認可を受け、文学部の中に心理教育学科が設置された。1962年には、文学部心理教育学科が廃され、心理学科と教育学科が設置される。2006年の現代心理学部を経て現在に至る。

## 沿革
- 1859年 - タウンゼント・ハリスの支援のもと江戸幕府の長崎奉行の要請でジョン・リギンズとチャニング・ウィリアムズが長崎に私塾を創設。
- 1870年 - ウィリアムズが大阪・川口の与力町に英学講義所（後の大阪・英和学舎）を設立。
- 1874年 - ウィリアムズにより東京・築地に立教学校が設立。
- 1883年 - 教育令による立教大学校を設立（旧制大学）。
- 1887年 - 大阪・英和学舎が立教大学校と合併。
- 1907年 - 専門学校令により、立教大学と改称。
- 1922年 - 大学令により、再び旧制大学に昇格。
- 1949年 - 新制大学として認可、文学部心理教育学科を設置。
- 1962年 - 文学部心理教育学科が心理学科および教育学科に分離。
- 2006年 - 現代心理学部設置。

## 学部・学科
- 現代心理学部
  - 心理学科
  - 映像身体学科

## 大学院
- 現代心理学研究科（博士前期課程・博士後期課程）
  - 心理学専攻
  - 臨床心理学専攻
  - 映像身体学専攻

## 組織
- 現代心理学部長・現代心理学研究科委員長：大石幸二 [3]

## 主な教職員
（五十音順）
- 池谷薫 - 立教大学現代心理学部特任教授、映画監督、ドキュメンタリー作家
- 宇野邦一 - 立教大学現代心理学部教授
- 井上弘久 - 立教大学現代心理学部教授、朗読演劇家、演出家
- 江川隆男 - 立教大学現代心理学部教授
- クリストフ・シャルル - 現代芸術家、武蔵野美術大学造形学部映像学科教授、立教大学現代心理学部映像身体学科非常勤講師
- 篠崎誠 - 立教大学現代心理学部映像身体学科教授、映画監督
- 杉山恒太郎 - 立教大学現代心理学部映像身体学科教授、元電通役員、コピーライター
- 鈴木理策 - 東京芸術大学美術学部先端芸術表現科准教授、立教大学兼任講師、東京綜合写真専門学校講師
- 田崎英明 - 立教大学現代心理学部映像身体学科教授
- 勅使川原三郎 - 立教大学現代心理学部映像身体学科教授、舞踏家、振り付け師、演出家
- 中村秀之 - 立教大学現代心理学部教授、社会学者
- 鍋田恭孝 - 立教大学現代心理学部心理学科教授、医学者、精神科医
- 松田正隆 - 立教大学現代心理学部映像身体学科教授、劇作家、演出家
- 万田邦敏 - 映画監督、立教大学現代心理学部映像身体学科教授
- 宮城聰 - 立教大学現代心理学部教授、演出家
- 森秀樹 - 立教大学現代心理学部教授